# Панет, Фридрих Адольф
Фридрих Адольф Па́нет (нем. Friedrich Adolf Paneth; 31 августа 1887, Вена — 17 сентября 1958, Вена) — австрийский и немецкий химик и геохимик.

## Биография
Сын австрийского физиолога Йозефа Панета. После обучения в университетах Вены, Мюнхена, Глазго работал в смежных областях химии, геологии и астрономии. Преподавал в Пражском технологическом институте и в университетах Гамбурга и Берлина.
После прихода к власти в Германии нацистов эмигрировал в Великобританию. Читал лекции по атомной химии в Имперском колледже (Великобритания), профессор в Дареме (1939—1953), директор Института химии Общества Макса Планка в Майнце (с 1953).
Панет был членом Лондонского королевского общества (с 1947) и почётным членом многих научных обществ, президентом Объединённой комиссии по радиоактивности Международного совета научных союзов (с 1949).

## Работы
Первым изучил абсолютный возраст метеоритов, разработав прецизионный метод определения содержания в них гелия. Совместно с К. Фаянсом сформулировал правило сорбции радиоактивных изотопов (правило Фаянса — Панета).

## Память
В 1970 году Международный астрономический союз присвоил имя Фридриха Адольфа Панета кратеру на обратной стороне Луны.